# Deutsche Skeleton-Meisterschaft 2010
Die Deutsche Skeleton-Meisterschaft 2010 fand vom 2. bis 6. Februar 2010 auf der Rennschlitten- und Bobbahn (RSBB) in Altenberg statt und wurde vom Bob- und Schlittenverband für Deutschland (BSD) veranstaltet.
Sowohl bei den Männern als auch bei den Frauen wurde das Ergebnis in zwei Läufen ermittelt. David Lingmann gewann nach Bronze im Vorjahr erstmals den Titel vor Axel Jungk und Christian Baude. Bei den Frauen gewann ebenfalls zum ersten Mal Kathleen Lorenz; dahinter folgten Vorjahressiegerin Katharina Heinz sowie Sophia Griebel. Die Olympiastarter Frank Rommel, Sandro Stielicke, Mirsad Halilovic, Kerstin Szymkowiak, Anja Huber und Marion Trott waren nicht am Start.

## Männer
| Platz | Sportler               | Verein            | Laufzeiten                | Zeit          |
| ----- | ---------------------- | ----------------- | ------------------------- | ------------- |
| 1     | David Lingmann         | BSR Oberhof       | 59,29 (1) 59,63 (1)       | 1:58,92       |
| 2     | Axel Jungk             | SSV Altenberg     | 59,51 (2) 59,85 (3)       | 1:59,36 +0,44 |
| 3     | Christian Baude        | BSR Oberhof       | 59,71 (3) 59,67 (2)       | 1:59,38 +0,46 |
| 4     | Daniel Lingenauber     | RSG Hochsauerland | 1:00,09 (5) 1:00,28 (4)   | 2:00,37 +1,45 |
| 5     | Alexander Rotte        | BSC Winterberg    | 1:00,11 (6) 1:00,30 (5)   | 2:00,41 +1,49 |
| 6     | William Schmidt        | BSR Oberhof       | 1:00,27 (7) 1:00,46 (6)   | 2:00,73 +1,81 |
| 7     | Christopher Grotheer   | BSR Oberhof       | 59,92 (4) 1:00,88 (9)     | 2:00,80 +1,88 |
| 8     | Philipp Ertl           | BSC München       | 1:00,59 (8) 1:00,70 (7)   | 2:01,29 2,37  |
| 9     | Philipp Mölter         | WSV Königssee     | 1:00,90 (10) 1:00,81 (8)  | 2:01,71 +2,79 |
| 10    | Maximilian Graßl       | WSV Königssee     | 1:00,86 (9) 1:01,91 (12)  | 2:02,77 +3,85 |
| 11    | Julian Kränke          | BSR Oberhof       | 1:01,29 (11) 1:01,66 (10) | 2:02,95 +4,03 |
| 12    | Maximilian Otto        | WSV Lauscha       | 1:01,46 (12) 1:01,69 (11) | 2:03,15 +4,23 |
| 13    | Matthes Zessin         | SSV Altenberg     | 1:02,24 (13)              |               |
| 14    | Danny Elsdörfer        | BSR Oberhof       | 1:02,48 (14)              |               |
| 15    | Gerald Stürzenhofecker | WSV Königssee     | 1:03,85 (15)              |               |
| 16    | Colin Domke            | SSV Altenberg     | 1:04,41 (16)              |               |

Am Start waren 16 Teilnehmer von 7 Vereinen.

## Frauen
| Platz | Sportlerin         | Verein                 | Laufzeiten                | Zeit          |
| ----- | ------------------ | ---------------------- | ------------------------- | ------------- |
| 1     | Kathleen Lorenz    | BSR Oberhof            | 1:00,79 (1) 1:00,85 (1)   | 2:01,64       |
| 2     | Katharina Heinz    | RSG Hochsauerland      | 1:01,12 (2) 1:01,00 (2)   | 2:02,12 +0,48 |
| 3     | Sophia Griebel     | RT Suhl                | 1:01,34 (3) 1:01,26 (3)   | 2:02,60 +0,96 |
| 4     | Lena Joch          | RSG Hochsauerland      | 1:01,60 (4) 1:01,96 (5)   | 2:03,56 +1,92 |
| 5     | Tina Hermann       | WSV Königssee          | 1:01,96 (5) 1:01,66 (4)   | 2:03,62 +1,98 |
| 6     | Jacqueline Lölling | RSG Hochsauerland      | 1:02,45 (7) 1:02,16 (6)   | 2:04,61 +2,97 |
| 7     | Simone Weigel      | BSC Winterberg         | 1:02,57 (8) 1:02,44 (7)   | 2:05,01 +3,37 |
| 8     | Laura Malaika      | BRC 05 Friedrichroda   | 1:02,38 (6) 1:03,22 (9)   | 2:05,60 +3,96 |
| 9     | Lisa Rettler       | BSC Winterberg         | 1:02,78 (9) 1:02,96 (8)   | 2:05,74 +4,10 |
| 10    | Hanna Hoffmann     | SSV Altenberg          | 1:03,25 (10) 1:03,38 (10) | 2:06,63 +4,99 |
| 11    | Sandra Winkler     | WSV Königssee          | 1:03,55 (11) 1:03,65 (11) | 2:07,20 +5,56 |
| 12    | Laura Brand        | SSV Altenberg          | 1:04,22 (12) 1:04,50 (12) | 2:08,72 +7,08 |
| 13    | Jessica Fischer    | SSV Altenberg          | 1:04,28 (13)              |               |
| 14    | Alina Hauswald     | RRV Sonneberg/Schalkau | 1:04,49 (14)              |               |

Am Start waren 14 Teilnehmerinnen von 8 Vereinen.